# Jonathan Ñíguez
Jonathan Ñíguez Esclápez, także Jony (ur. 2 kwietnia 1985 w Elx) – hiszpański piłkarz występujący na pozycji pomocnika w Athletic Torrellano.